# Head (företag)

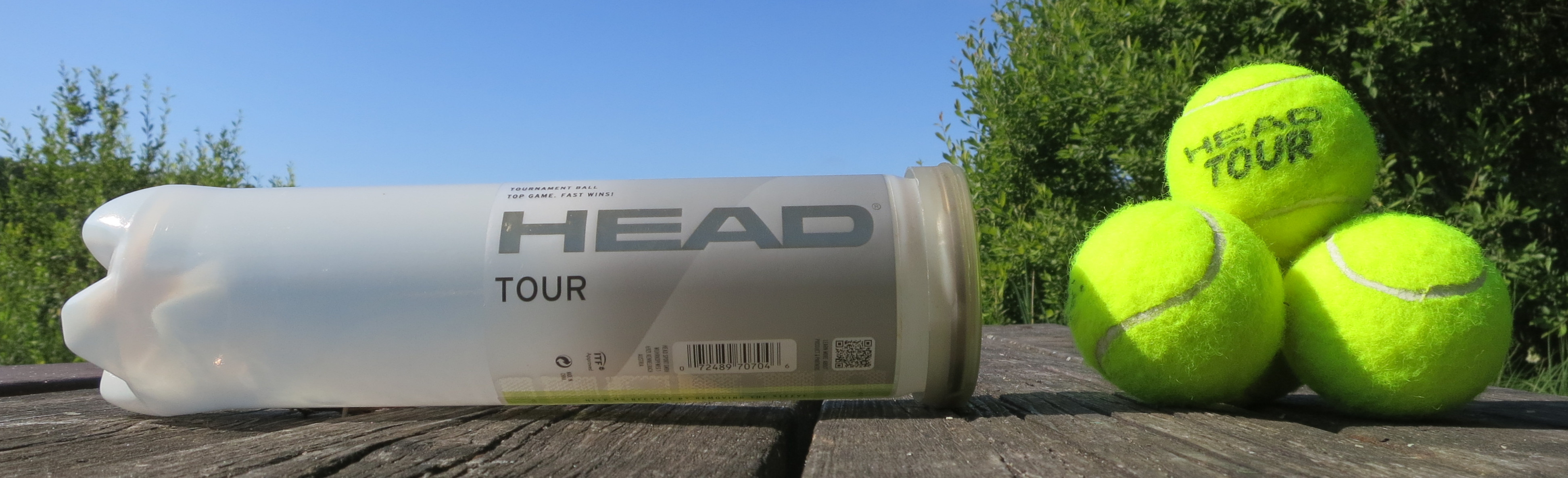
Tour-tennisbollar från Head

Head Sport GmbH (HEAD) är ett amerikanskt-österrikiskt företag baserat i Kennelbach, Österrike, och som tillverkar alpina skidor och pjäxor samt tennisracketar. Head GmbH är en koncern som inkluderar flera tidigare oberoende företag, till exempel det ursprungliga "Head Ski Company" (grundat av Howard Head i USA, 1950); Tyrolia, en österrikisk tillverkare av skidutrustning; och Mares, en italiensk tillverkare av dykutrustning.